# Mother Nature (The Temptations)
"Mother Nature" is een single van de Amerikaanse soul- en R&B groep, The Temptations. Het nummer is de eerste single afkomstig van het succesvolle album "All Directions" uit 1972. "Mother Nature" was de opvolgsingle van het nummer "Take A Look Around", dat afkomstig is van het album "Solid Rock".
In tegenstelling tot zijn voorganger en veel eerdere hits van The Temptations, zoals "Psychedelic Shack" en "Run Away Child, Running Wild", werd "Mother Nature" niet geschreven door het songwritersduo bestaande uit Barrett Strong en Norman Whitfield. Alhoewel de laatstgenoemde wel het nummer produceerde, werd "Mother Nature" geschreven door Nick Zesses en Dino Fekaris. Wel was het nummer in dezelfde stijl geschreven, namelijk psychedelic soul, als veel eerdere hits van de groep.
"Mother Nature" was een flop op de hitlijsten. Ondanks dat het nummer wel de top 30 op de R&B-lijst van de Verenigde Staten bereikte, werd in datzelfde land slechts met moeite de top 100 op de poplijst behaald. Op die lijst bleef "Mother Nature" steken op #92. In het buitenland had de single helemaal geen succes.
De B-kant van "Mother Nature" was het nummer "Funky Music Sho Nuff Turns Me On". Dit nummer was een cover van een andere Motown-artiest, namelijk Edwin Starr. Alhoewel de B-kant niet de poplijst bereikte, haalde het net als "Mother Nature" de #27 positie op de R&B lijst. "Funky Music Sho Nuff Turns Me On" was van hetzelfde album afkomstig als "Mother Nature".

## Bezetting
- Lead: Dennis Edwards
- Achtergrond: Damon Harris, Melvin Franklin, Otis Williams en Richard Street
- Instrumentatie: The Funk Brothers
- Schrijvers: Nick Zesses en Dino Fekaris
- Productie: Norman Whitfield